# Zeléntxuk Mostovoi
Zeléntxuk Mostovoi - Зеленчук Мостовой (rus) - és un khútor del krai de Krasnodar, a Rússia. Es troba a la vora esquerra del riu Bolxoi Zeléntxuk, afluent del riu Kuban, davant de Beslenei, a 23 km al sud-est d'Otràdnaia i a 234 km al sud-est de Krasnodar. Pertany a l'stanitsa d'Udóbnaia.